# Abdoul Mbaye
Abdoul Mbaye (* 13. April 1953 in Dakar) ist ein senegalesischer Politiker.
Mbaye studierte an der Universität Dakar, an der École des hautes études commerciales de Paris in Paris und an der Universität Paris. Nach seinem Studium war er ab 1976 für die Westafrikanische Zentralbank tätig. Mbaye war seit dem 5. April 2012 als Nachfolger von Souleymane Ndéné Ndiaye Ministerpräsident von Senegal unter Präsident Macky Sall. Am 1. September 2013 wurde er entlassen.